# Europawahl in Finnland 2024
- VAS: 3
- SDP: 2
- VIHR: 2
- RKP: 1
- KESK: 2
- KOK: 4
- PS: 1

- Linke: 3
- S&D: 2
- G/EFA: 2
- RE: 3
- EVP: 4
- EKR: 1

Die Europawahl in Finnland 2024 fand am 9. Juni als Teil der EU-weiten Europawahl 2024 statt. Sie war die siebte Wahl zum Europäischen Parlament. In Finnland wurden 15 der 720 Abgeordneten des Europaparlaments gewählt.

## Ausgangslage

### Scheidendes Parlament
| Fraktion                       | Fraktion                                               | Mandate | Partei                  | Partei                     | Mandate |
| ------------------------------ | ------------------------------------------------------ | ------- | ----------------------- | -------------------------- | ------- |
|                                | Fraktion der Europäischen Volkspartei                  | 3 / 14  |                         | Nationale Sammlungspartei  | 2 / 14  |
|                                | Fraktion der Europäischen Volkspartei                  | 3 / 14  | Christdemokraten        | 1 / 14                     |         |
|                                | Renew Europe                                           | 3 / 14  |                         | Zentrumspartei             | 2 / 14  |
|                                | Renew Europe                                           | 3 / 14  | Schwedische Volkspartei | 1 / 14                     |         |
|                                | Die Grünen/Europäische Freie Allianz                   | 3 / 14  |                         | Grüner Bund                | 3 / 14  |
|                                | Fraktion der Progressiven Allianz der Sozialdemokraten | 2 / 14  |                         | Sozialdemokratische Partei | 2 / 14  |
|                                | Europäische Konservative und Reformer                  | 2 / 14  |                         | Wahre Finnen               | 2 / 14  |
|                                | Die Linke im Europäischen Parlament – GUE/NGL          | 1 / 14  |                         | Linksbündnis               | 1 / 14  |
|                                |                                                        |         |                         |                            |         |
| Quelle: Europäisches Parlament |                                                        |         |                         |                            |         |

### Listen und Parteien
| Liste                     | Liste                                 | Europapartei | Parteichef           |
| ------------------------- | ------------------------------------- | ------------ | -------------------- |
|                           | Liberale Partei – Wahlfreiheit (Lib.) | –            | Lassi Kivinen        |
|                           | Christdemokraten (KD)                 | EVP          | Sari Essayah         |
|                           | Bewegung Jetzt! (LIIK)                | –            | Hjallis Harkimo      |
|                           | Wahre Finnen (PS)                     | –            | Riikka Purra         |
|                           | Linksbündnis (VAS)                    | EL           | Li Andersson         |
|                           | Totuuspuolue                          | –            | Jaana Kavonius       |
|                           | Schwedische Volkspartei (SFP-RKP)     | ALDE         | Anna-Maja Henriksson |
|                           | Zentrumspartei (KESK)                 | ALDE         | Annika Saarikko      |
|                           | Sozialdemokratische Partei (SDP)      | SPE          | Antti Lindtman       |
|                           | Kommunistische Partei Finnlands (SKP) | EL           | Liisa Taskinen       |
|                           | Avoin Puolue                          | –            | Petrus Pennanen      |
|                           | Freiheitsbund (VL)                    | –            | Ossi Tiihonen        |
|                           | Grüner Bund (VIHR)                    | EGP          | Sofia Virta          |
|                           | Nationale Sammlungspartei (KOK)       | EVP          | Petteri Orpo         |
|                           |                                       |              |                      |
| Quelle: Justizministerium |                                       |              |                      |

## Ergebnis

### Nach Parteien
| Listen                    | Listen                          | Stimmen   | %    | Mandate |
| ------------------------- | ------------------------------- | --------- | ---- | ------- |
|                           | Nationale Sammlungspartei       | 453.636   | 24,8 | 4       |
|                           | Linksbündnis                    | 316.859   | 17,3 | 3       |
|                           | Sozialdemokratische Partei      | 272.034   | 14,9 | 2       |
|                           | Zentrumspartei                  | 215.165   | 11,8 | 2       |
|                           | Grüner Bund                     | 206.332   | 11,3 | 2       |
|                           | Wahre Finnen                    | 139.160   | 7,6  | 1       |
|                           | Schwedische Volkspartei         | 112.245   | 6,1  | 1       |
|                           | Christdemokraten                | 75.426    | 4,1  | –       |
|                           | Freiheitsbund                   | 16.717    | 0,9  | –       |
|                           | Bewegung Jetzt!                 | 9.641     | 0,5  | –       |
|                           | Liberale Partei – Wahlfreiheit  | 7.139     | 0,4  | –       |
|                           | Kommunistische Partei Finnlands | 2.815     | 0,2  | –       |
|                           | Avoin Puolue                    | 1.273     | 0,1  | –       |
|                           | Totuuspuolue                    | 807       | 0,0  | –       |
| Gesamt                    | Gesamt                          | 1.829.249 | 100  | 15      |
|                           |                                 |           |      |         |
| Ungültige Stimmen         | Ungültige Stimmen               | 6.513     | 0,4  |         |
| Wähler                    | Wähler                          | 1.835.762 | 40,4 |         |
| Wahlberechtigte           | Wahlberechtigte                 | 4.546.589 |      |         |
|                           |                                 |           |      |         |
| Quelle: Justizministerium |                                 |           |      |         |